# Pflausach
Pflausach ist eine Ortschaft in der Gemeinde Liebenfels im Bezirk Sankt Veit an der Glan in Kärnten (Österreich). Die Ortschaft hat 58 Einwohner (Stand 1. Jänner 2024). Sie liegt zur Gänze auf dem Gebiet der Katastralgemeinde Pflausach.

## Lage, Hofnamen
Die Ortschaft liegt im Südwesten des Bezirks Sankt Veit an der Glan, westlich von Sörg. Zu ihr gehören die Höfe und Häuser zwischen dem Höllwald im Westen und dem Harter Bach im Osten; neben dem Zentrum des Orts (Häuser Hane, Nr. 2; Neubauer, Nr. 3; Köck, Nr. 4; Schuster, Nr. 5, jeweils mit Nebengebäuden) sind das unter anderem die Höfe Steiner (Nr. 8) im Süden am Weg nach Gradenegg, Rosenberger (Nr. 1) im Süden am Weg nach Glantschach, der nur von Hart aus erreichbare Riesinger (Nr. 6) im Norden, sowie zwei in Verfall begriffene Häuser (Nr. 9) im Südosten, oberhalb des Harter Bachs.

## Geschichte
Der Ort wird erstmals 1285 als Plauzah erwähnt, was sich von slowenisch Pluzah (= „bei den Pflügern“; vergleiche die jenseits des Harter Bachs liegende Nachbarortschaft Pflugern) ableitet.
Zur Steuergemeinde Pflausach gehörend, war der Ort in der ersten Hälfte des 19. Jahrhunderts Teil des Steuerbezirks Gradenegg. Bei Bildung der Ortsgemeinden im Zuge der Reformen nach der Revolution 1848/49 kam der Ort zunächst zur Gemeinde Glantschach, 1875 zur Gemeinde Sörg. Seit der Fusion der Gemeinden Sörg und Liebenfels 1973 gehört Pflausach zur Gemeinde Liebenfels.
In den letzten Jahrzehnten wurden mehr und mehr Gebäude im Zentrum des Ortes von dem der anthroposophischen Sozialtherapie verpflichteten Camphill Liebenfels erworben oder errichtet.

## Bevölkerungsentwicklung
Für die Ortschaft zählte man folgende Einwohnerzahlen:
- 1800: 10 Häuser[4]
- 1869: 9 Häuser, 89 Einwohner[5]
- 1880: 8 Häuser, 79 Einwohner[6]
- 1890: 9 Häuser, 83 Einwohner[7]
- 1900: 8 Häuser, 54 Einwohner[8]
- 1910: 8 Häuser, 76 Einwohner[9]
- 1923: 8 Häuser, 62 Einwohner[10]
- 1934: 46 Einwohner[11]
- 1961: 9 Häuser, 51 Einwohner[12]
- 2001: 14 Gebäude (davon 12 mit Hauptwohnsitz) mit 15 Wohnungen und 15 Haushalten; 61 Einwohner und 4 Nebenwohnsitzfälle; 2 Arbeitsstätten, 7 land- und forstwirtschaftliche Betriebe[13]
- 2011: 16 Gebäude, 51 Einwohner, 15 Haushalte, 1 Arbeitsstätte[14]
- 2021: 15 Gebäude, 60 Einwohner, 13 Haushalte, 7 Arbeitsstätten[15]

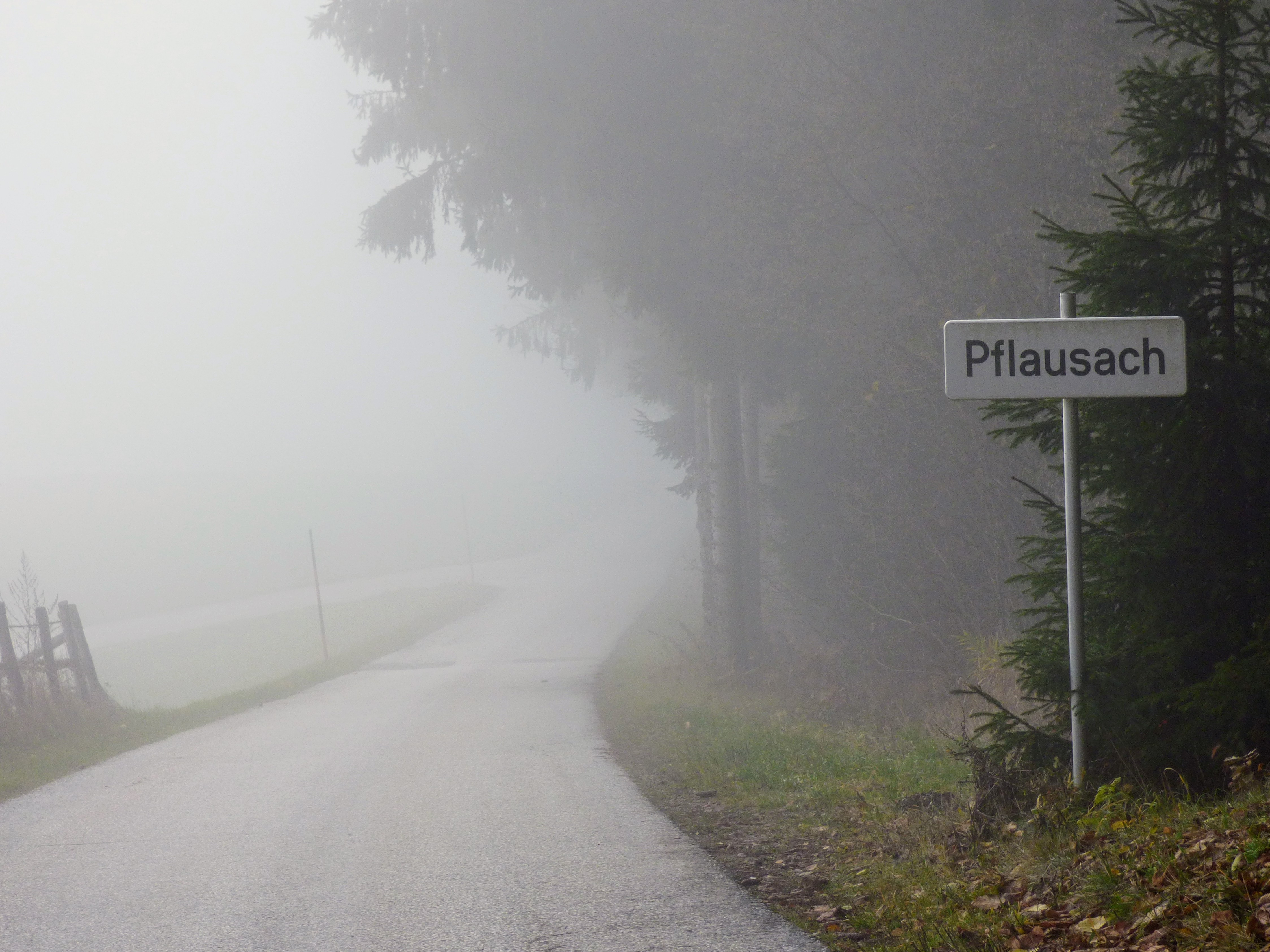
Ortsschild Pflausach, an der Straße von Hart
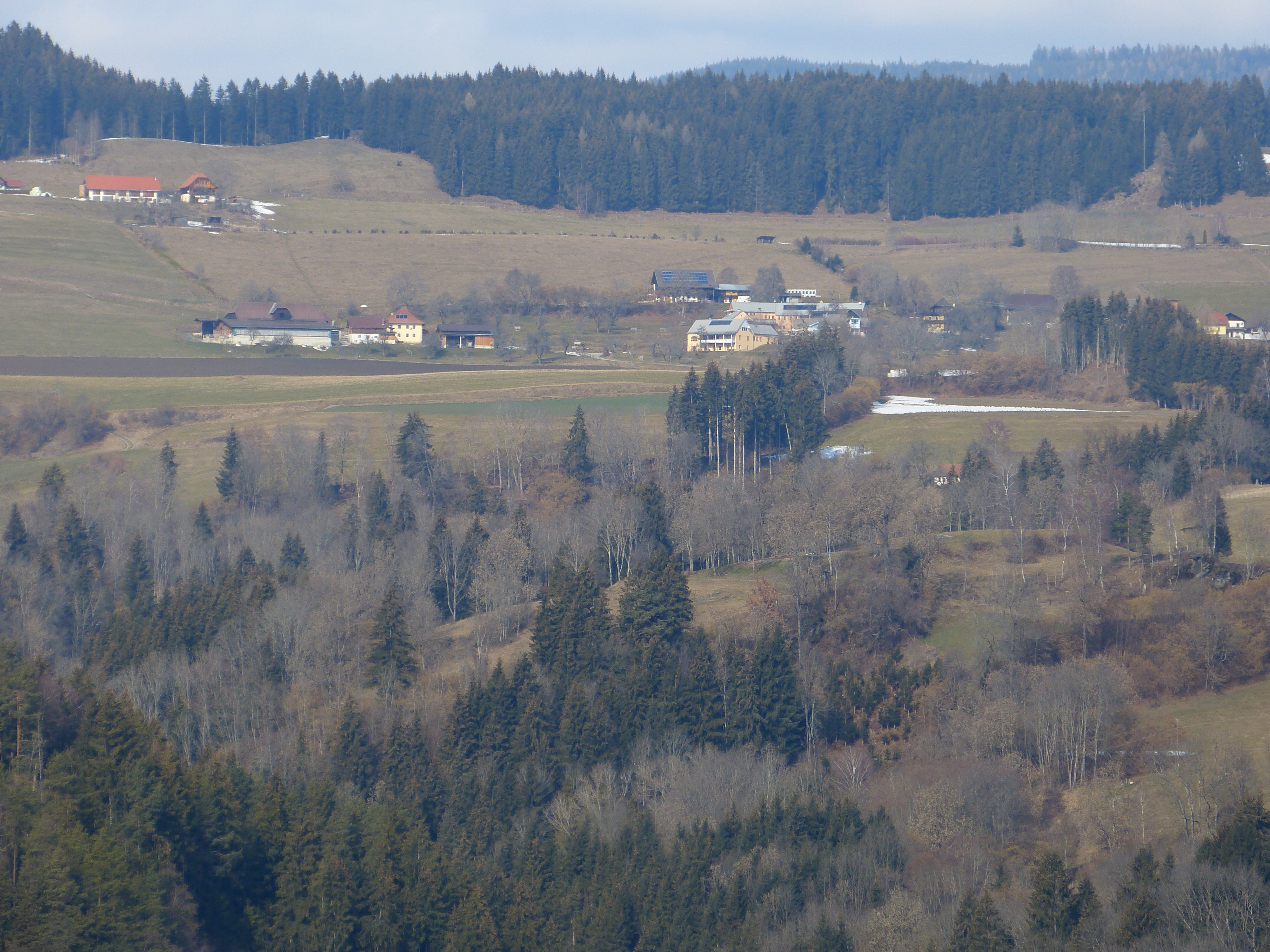
Ortszentrum von Pflausach, von links nach rechts die Häuser Nr. 2 bis 5 mit Nebengebäuden. Links oberhalb Haus Nr. 7.
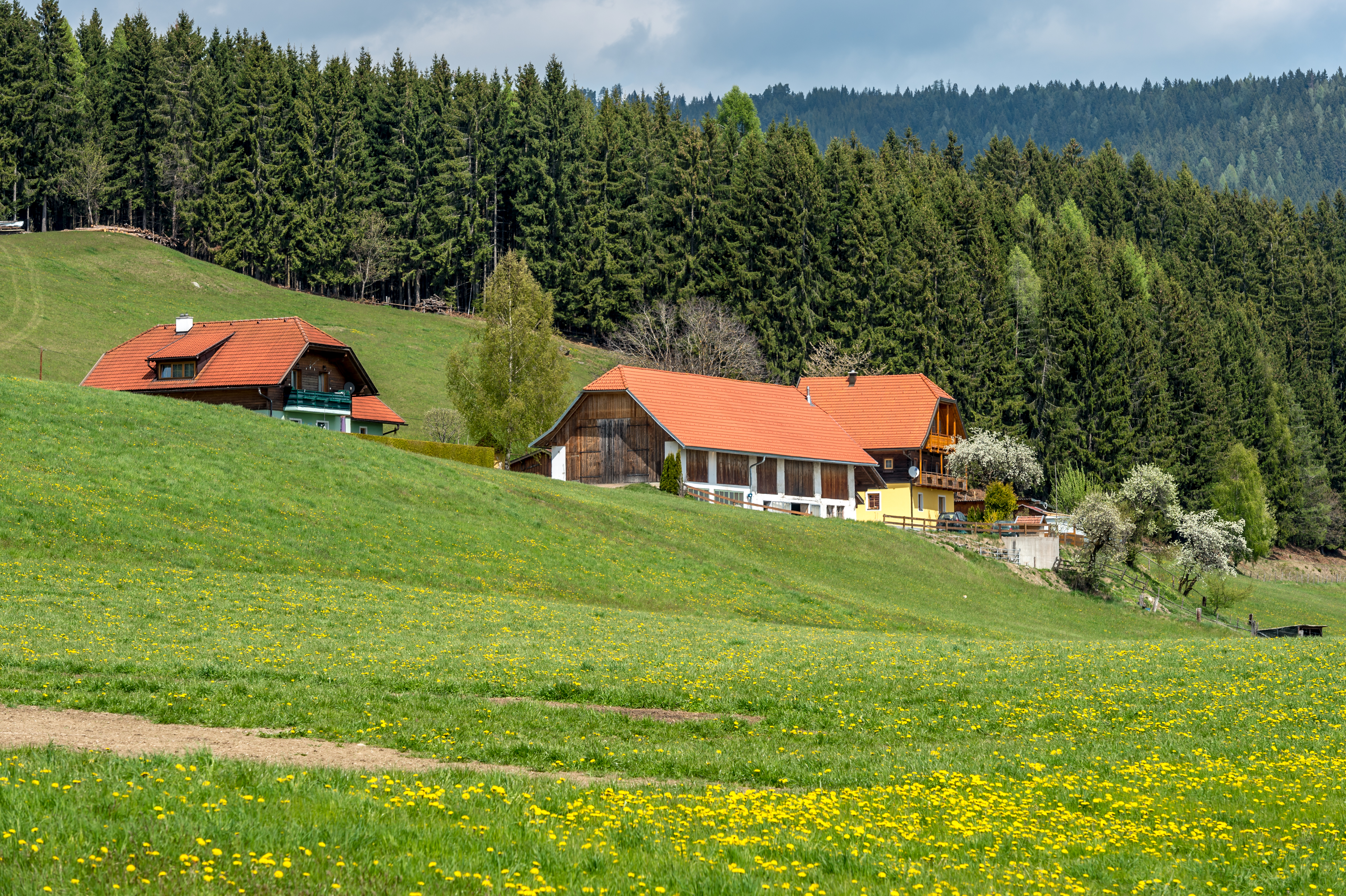
Pflausach Haus Nr. 7
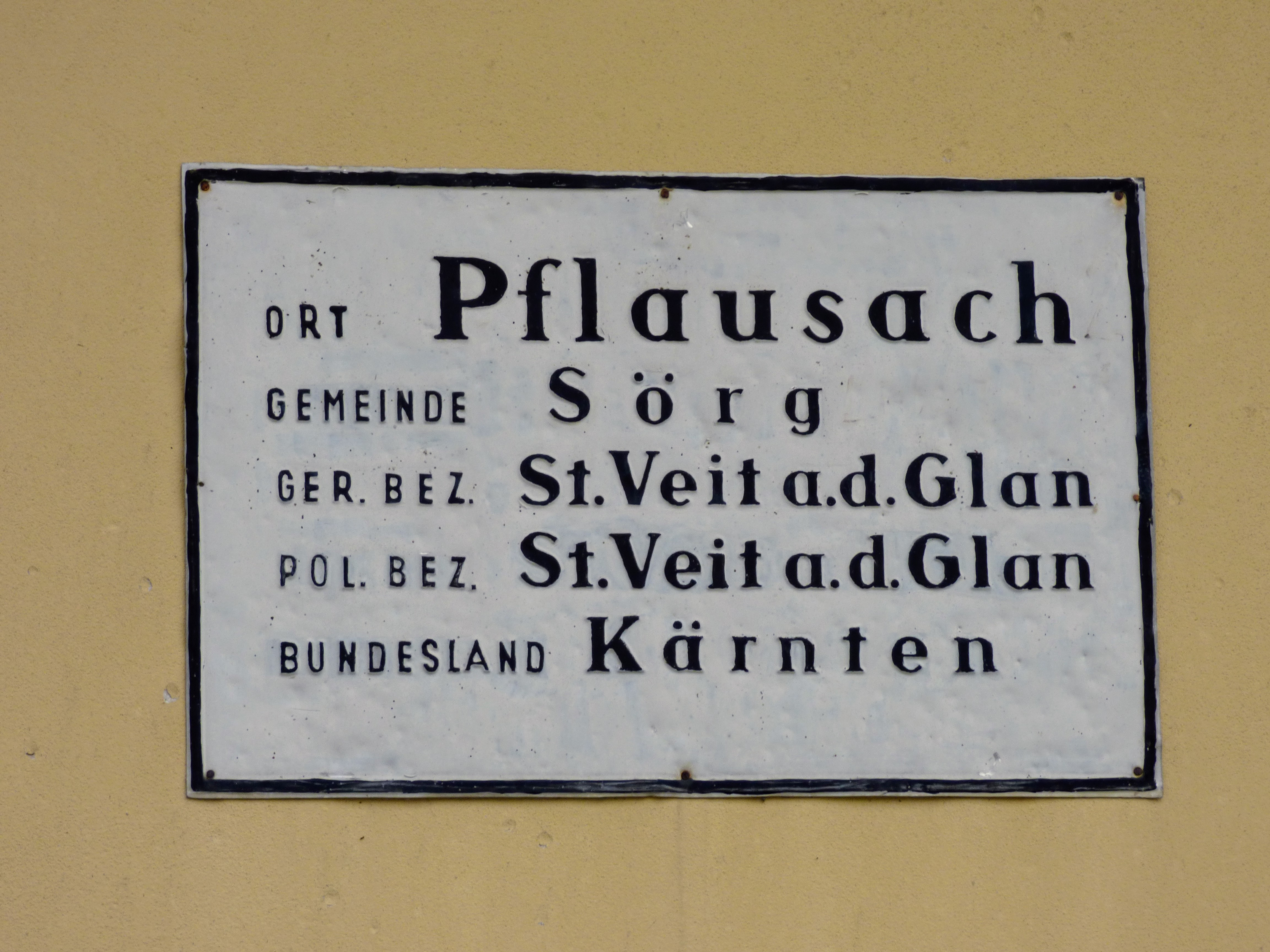
Ortschaftstafel Pflausach, an Haus Nr. 2

## Söhne und Töchter des Ortes
- Josef Schöffmann (1799–1876), österreichischer Gastwirt und Politiker